# Берил Џанкшон (Јута)
Берил Џанкшон (енгл. Beryl Junction) насељено је место без административног статуса у америчкој савезној држави Јута.

## Демографија
По попису из 2010. године број становника је 197.
| Група             | 2000.    | 2010.       |
| Белци             | 0 (0,0%) | 88 (44,7%)  |
| Афроамериканци    | 0 (0,0%) | 0 (0,0%)    |
| Азијати           | 0 (0,0%) | 0 (0,0%)    |
| Хиспаноамериканци | 0 (0,0%) | 102 (51,8%) |
| Укупно            | 0        | 197         |